# Cuisine anglaise
 (février 2011).
Si vous disposez d'ouvrages ou d'articles de référence ou si vous connaissez des sites web de qualité traitant du thème abordé ici, merci de compléter l'article en donnant les références utiles à sa vérifiabilité et en les liant à la section « Notes et références ».
La cuisine anglaise est conditionnée par le climat, la géographie de l'Angleterre et son histoire. Son histoire inclut de nombreuses interactions avec d'autres pays européens, et l'importation d'ingrédients et d'idées en provenance notamment d'Amérique du Nord, de Chine et d'Inde, à l'époque de l'Empire britannique et de l'immigration d'après-guerre.
En conséquence, les plats traditionnels anglais ont des origines antiques, comme le pain et le fromage, les viandes rôties et cuites, les tartes de viande et de gibier, et les poissons d'eau douce et d'eau de mer. D'autres plats usuels, tels que le fish and chips, traditionnellement servi dans un emballage de papier journal avec du sel, du vinaigre de malt et accompagné de sauce tartare, et les bangers and mash, sortes de saucisses servies avec de la purée, des oignons et du jus, sont maintenant assortis couramment de pommes de terre, de tomates et de piments d'Amérique, d'épices et currys d'Inde et du Bangladesh, et sont frits selon la méthode chinoise et thaïe. Les cuisines italienne et française sont appréciées et copiées. La Grande-Bretagne a rapidement adopté l'innovation des fast food en provenance des États-Unis, et continue à absorber des idées culinaires en provenance des quatre coins du monde.
Ces tendances se retrouvent notamment dans des plats tels que les spaghetti bolognaise, un plat devenu courant en Grande-Bretagne depuis les années 1960. Plus récemment, des plats influencés par le sous-continent indien ont connu une popularité croissante, bien que modifiés pour s'adapter aux goûts britanniques. Par exemple, le curry britannique peut être plus chaud et épicé que la variété nord-indienne traditionnelle.

## Nouvelle cuisine

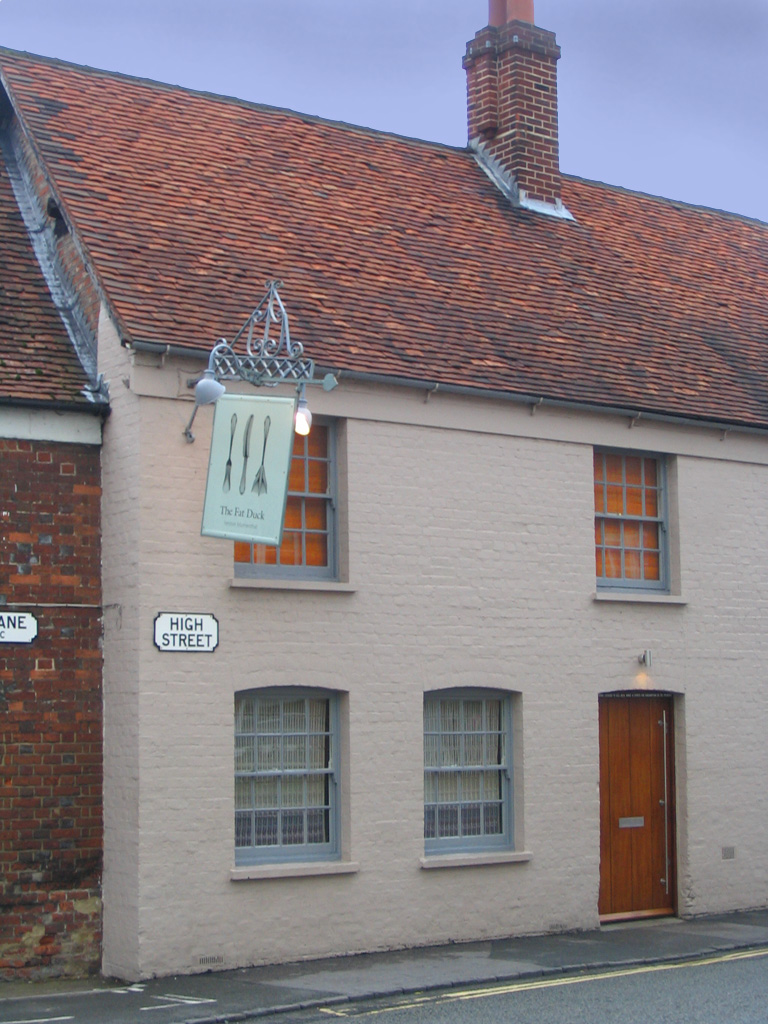
The Fat Duck, restaurant de Heston Blumenthal, dans le Berkshire, possède trois étoiles dans le guide Michelin.

La popularité croissante des chefs célèbres à la télévision et à la radio a alimenté une conscience renouvelée des bons plats et la nouvelle cuisine britannique a contribué à ébranler l'image du copieux fish and chips. Les meilleurs restaurants de Londres influencent le reste du pays. Un certain nombre de chefs luttent pour maintenir la cuisine classique britannique, par exemple Ferdinand Henderson.
Il y a eu une explosion massive du nombre de restaurants conduits par un intérêt renouvelé pour la nourriture de qualité, probablement due à la disponibilité des voyages à l'étranger à moindre coût. Les produits biologiques sont de plus en plus populaires, et se développent particulièrement au rythme des crises de l'agriculture, y compris la crise de la vache folle.
Une révolution tranquille s'est également produite sur la qualité et la quantité des endroits où sortir dîner en Grande-Bretagne. En particulier, les pubs se sont transformés durant les vingt dernières années. Partant d'une réputation « riche », beaucoup rivalisent aujourd'hui avec les meilleurs restaurants, et très souvent ils représentent même les meilleurs restaurants dans les petites villes.
Le terme « pub grub » (que l'on pourrait traduire par « tambouille de pub »), autrefois désobligeant, peut maintenant être un signe d'excellence, d'un dîner de valeur et de qualité.
Ce changement de perception des pubs est en partie dû à la Campagne pour la bière anglaise (CAMRA), qui contribue à aider et améliorer la qualité des pubs et de leurs produits. Ce changement est également dû à la privatisation des brasseries, qui a forcé beaucoup de pubs à se diversifier en servant des repas pour la survie de leur affaire, ainsi qu'à une demande croissante et une plus grande appréciation des consommateurs.
La nouvelle cuisine a été également développée dans certaines écoles par des chefs cuisiniers ou restaurateur professionnel, par la suite, les parents y ont pris goût et ils ont transmis ces nouvelles préparations à leurs enfants.

## Cuisine traditionnelle

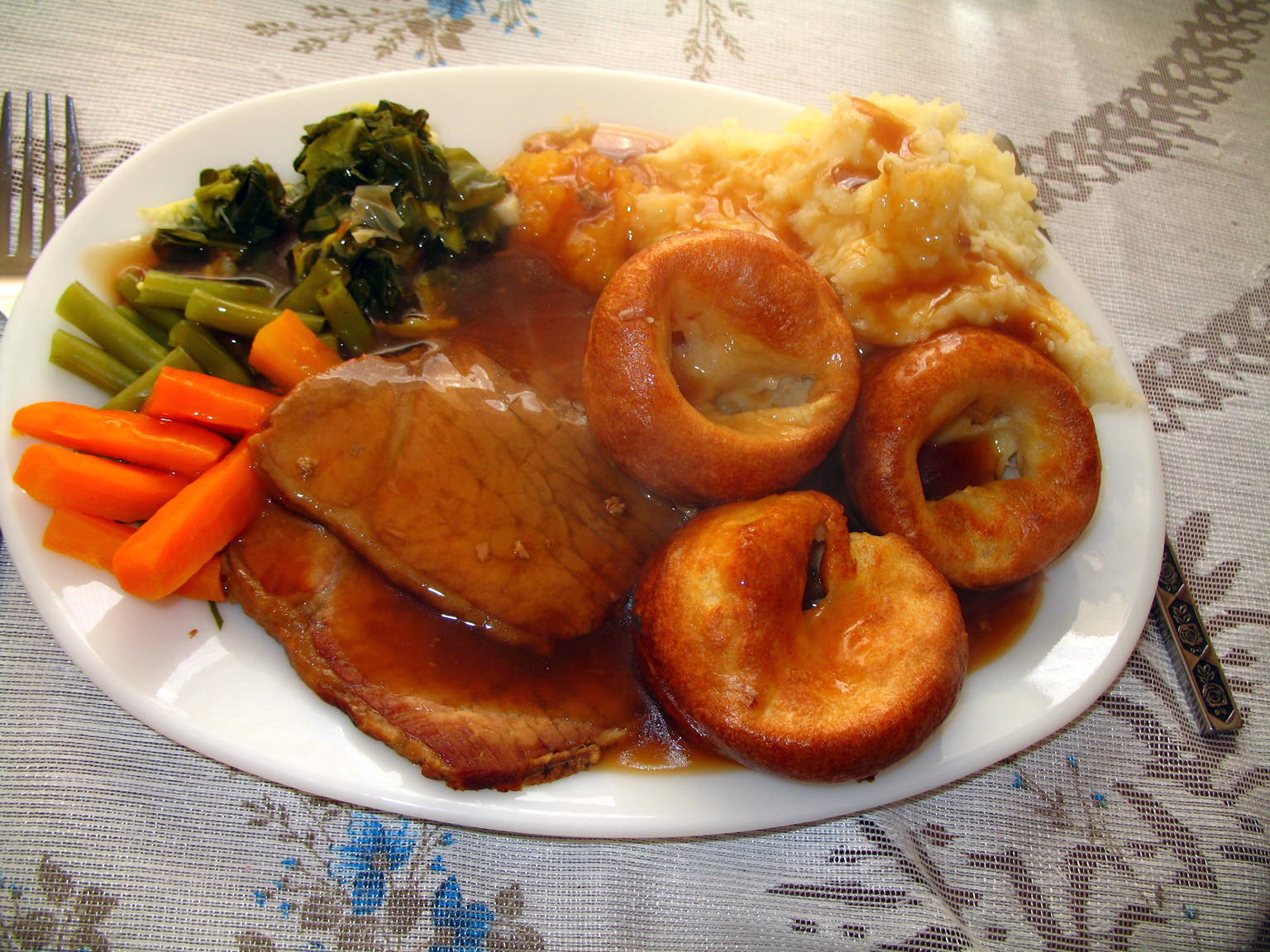
Le rôti du dimanche.

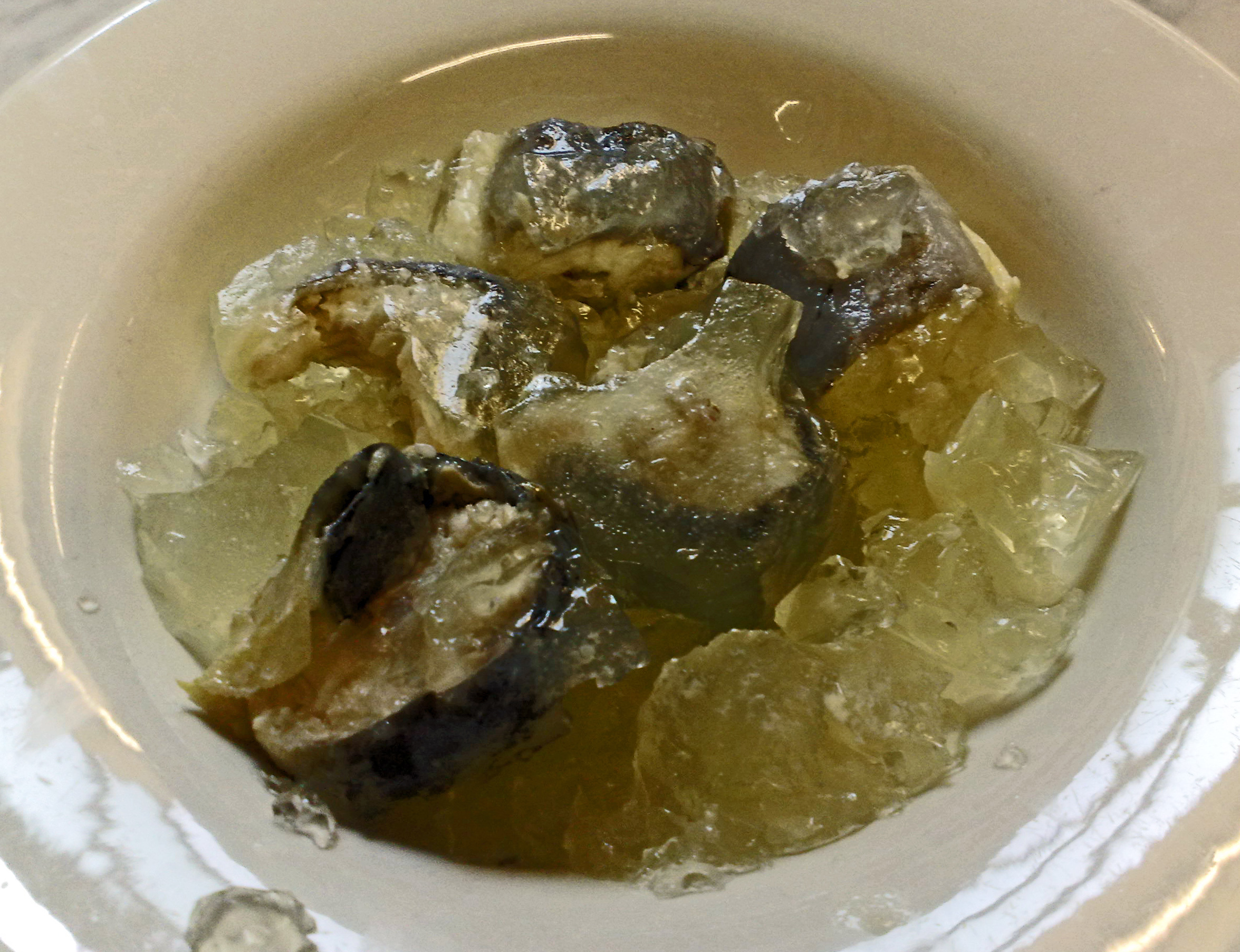
Anguilles en gelée, plat traditionnel cockney.

Le rôti du dimanche est sans doute le plat le plus commun de la cuisine anglaise. Le dîner du dimanche inclut traditionnellement des pommes de terre au four accompagnant un rôti de viande (tel qu'un rôti de bœuf, d'agneau, ou un poulet rôti) et des légumes, eux-mêmes généralement rôtis ou cuits à la vapeur et servis avec une sauce au jus. Un Yorkshire pudding en sauce accompagne souvent le plat principal, bien qu'il fût à l'origine servi comme complément le lendemain avec les restes du rôti (la pratique de servir un rôti le dimanche est liée à la préparation raffinée qu'il exige, et à l'habitude de la ménagère d'exécuter les lessives hebdomadaires le lundi, quand les restes froids du rôti de la veille constituent un repas rapide). Une version raffinée du rôti est mangée à Noël, dont chaque détail respecte scrupuleusement la tradition. Plus disponible depuis la Seconde Guerre mondiale, la dinde rôtie de Noël est la plus populaire, et remplace l'oie de l'époque de Dickens. Les viandes de gibier, comme la venaison, traditionnellement réservées aux classes plus élevées, sont également consommées de temps en temps par ceux qui souhaitent varier les choix, grâce à la promotion faite par des chefs célèbres, tels qu'Anthony Worrall Thompson, bien qu'elles ne soient pas régulièrement consommées dans le ménage moyen. 

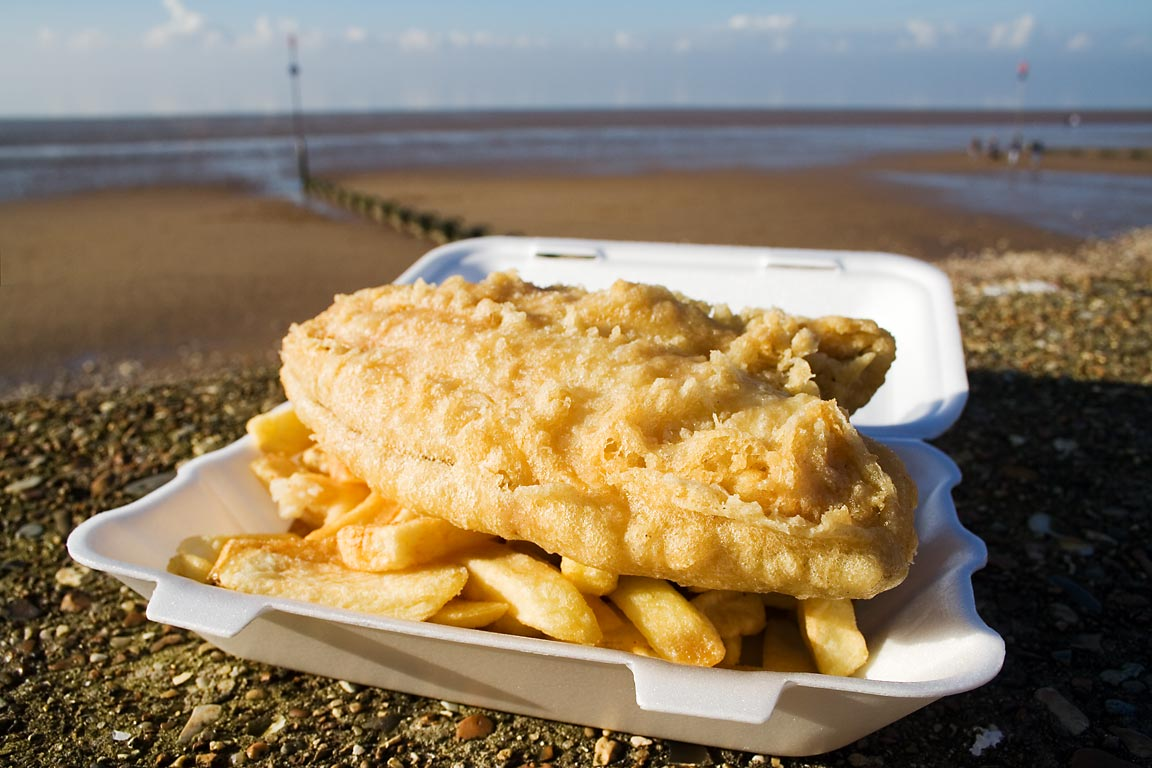
Des fish and chips en plein air dans le Norfolk.

L'Angleterre est notamment célèbre pour son fish and chips, commercialisé par de nombreux restaurants et points de vente à emporter. C'est probablement le plat anglais le plus populaire et le plus identifiable. Il est traditionnellement servi avec des mushy peas (petits pois grossièrement écrasés et cuisinés), du sel et du vinaigre. Des aliments tels que le scampi, un plat de crevettes roses panées et cuites à la friteuse, sont également proposés, ainsi que des fishcakes (gâteaux de poisson). Ces plats se sont répandus avec le développement des plats à emporter pendant la révolution industrielle, tout comme le steak and kidney pie, sorte de pâté en croûte de bifteck et de rognons servi avec de la purée de pommes de terre. Ces plats constituaient les bases de la cuisine anglaise à emporter et comme beaucoup de plats du régime anglais cependant, leur qualité peut varier significativement du produit de grande consommation fabriqué en série au plat authentique ou fait maison utilisant plus d'ingrédients de choix.
Cependant, des influences ethniques, en particulier indiennes et chinoises, ont provoqué l'installation et la disponibilité des plats à emporter ethniques. À partir des années 1980, une nouvelle variante du curry, le balti, a commencé à devenir populaire dans les Midlands de l'Ouest, et au milieu des années 1990 elle s'était vulgarisée dans les restaurants indiens de tout le pays. Les kebabs, les pizzerias et les snacks de poulet frit de style américain sont également devenus populaires dans les zones urbaines.

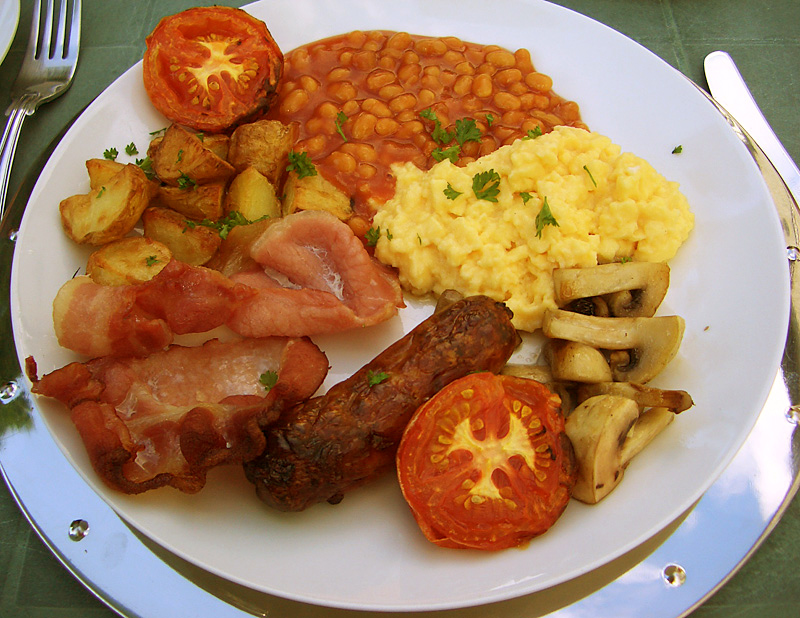
Le petit déjeuner complet anglais.

Le petit déjeuner complet anglais reste également un classique culinaire . Son contenu varie mais il se compose souvent de bacon, de tomates grillées, de pain grillé, de black pudding, de haricots (baked beans), de champignons frits, de saucisses, d'œufs (sur le plat, brouillés ou pochés) et d'autres éléments. Des pommes de terre rissolées sont parfois ajoutées, bien que ceci ne soit pas considéré comme traditionnel. Généralement le petit déjeuner de tous les jours est moins raffiné et la plupart des petits déjeuners anglais sont consommés dans les cafés, depuis qu'ils ont été remplacés à la maison par des céréales. Un petit déjeuner pour enfant pourra inclure des mouillettes à plonger dans le jaune d'un œuf à la coque.
Les saucisses anglaises sont généralement faites à partir de viandes fraîches et sont rarement fumées, séchées ou fortement assaisonnées. Après la Seconde Guerre mondiale, les saucisses ont souvent été réalisées à partir de viande de basse qualité, de graisse et de chapelure. Cependant, cette tendance s'est inversée ces dernières années, la plupart des bouchers et des supermarchés vendant maintenant des variétés de la meilleure qualité. Le porc et le bœuf sont de loin les ingrédients les plus communs bien que des variétés plus gastronomiques puissent contenir de la venaison, du sanglier, etc. Des variétés régionales sont particulièrement célèbres, comme le Lincolnshire aux fines herbes ou le long et courbe Cumberland. Beaucoup de bouchers offrent leurs propres recettes et variations, souvent transmises par des générations mais ne les réalisent généralement pas à partir de viandes traitées comme les assortiments italiens et ne les proposent pas dans d'aussi larges variétés que ce qu'on peut trouver en Allemagne. La plupart des grands supermarchés en Angleterre commercialisent au moins une douzaine de types de saucisses anglaises : le Cumberland et le Lincolnshire mais aussi des variétés de saucisses au porc et à la pomme, au porc et aux herbes, au bœuf et au Stilton Cheese, au porc et à la mozzarella, ou encore aux tomates séchées.

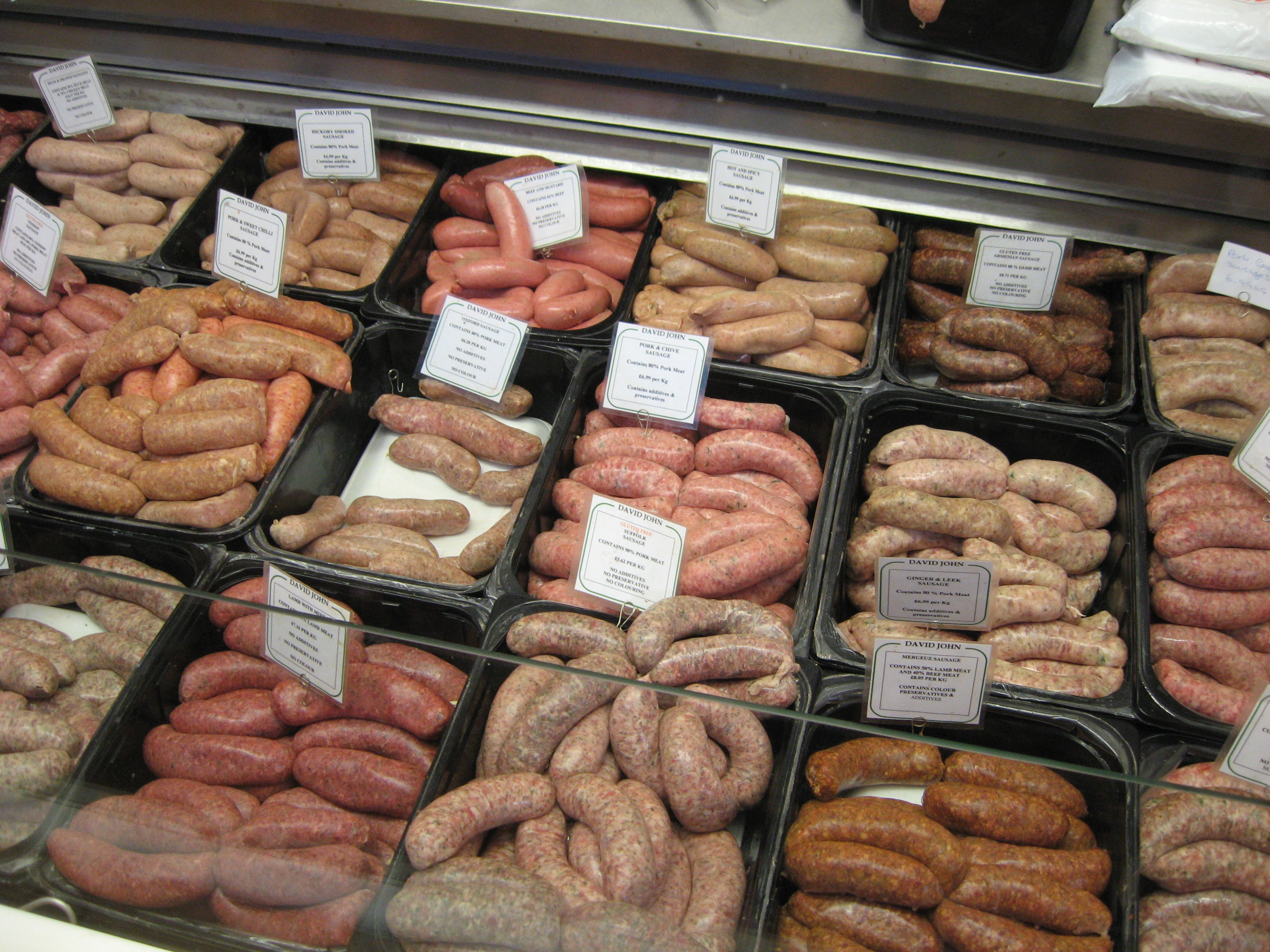
Des saucisses au marché d'Oxford.

On estime qu'il existe environ 400 variétés de saucisses au Royaume-Uni. Les saucisses sont à la base de plats tels que le toad in the hole où elles sont enrobées dans une pâte lisse semblable à un Yorkshire pudding et cuites au four, éventuellement servies avec une sauce au jus d'oignon, réalisée en faisant revenir des oignons émincés plus d'une heure à feu doux, puis mélangée à un vin ou à une bière anglaise et enfin mise à réduire pour former une sauce servie notamment avec les bangers and mash. Une variante de la saucisse est le black pudding (réalisé à base de sang de porc), qui peut rappeler le boudin noir français ou la morcilla espagnole.  Le pig's trotter (pied de porc), les tripes et le pâté de cochon sont également monnaie courante dans le nord.
Les pies, sortes de pâtés en croûte ou de tourtes, ont longtemps été un pilier de la cuisine anglaise. Les meat pies (pâtés en croûte de viande) sont généralement totalement fermés, et remplis de poulet et de champignons ou de bifteck et de rognons (à l'origine de bifteck et d'huîtres). Les pork pies, pâtés en croûte de porc sont presque toujours consommés froids. Le plus connu est le Melton Mowbray pork pie.
Il existe également des pies dont la pâte reste ouverte, rappelant plus des flans, et généralement servis au dessert une garniture de fruits de saison. Les quiches et les flans sont également consommés mais pas considérés comme des plats d'origine anglaise. Le Cornish pasty (sorte de tourte originaire des Cornouailles) est un plat régional très apprécié, réalisé à partir d'une pâte repliée sur elle-même, comme un calzone.

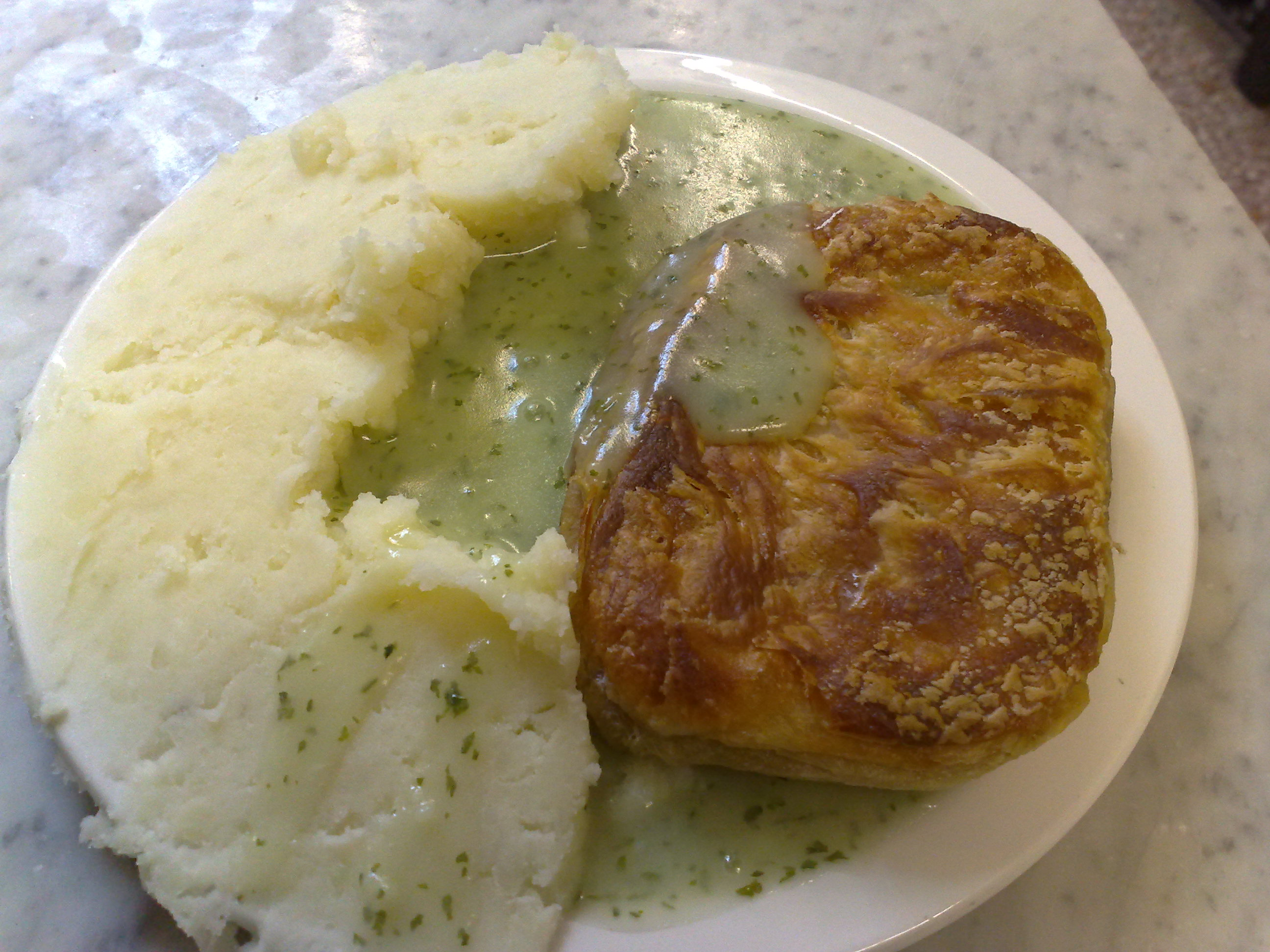
Pie and mash, de Londres.

Un autre type de pie est garni de pommes de terre écrasées, par exemple le shepherd's pie (à base d'agneau), le cottage pie (à base de bœuf), ou encore le fisherman's pie. Comme pour d'autres types de plats, il y a une vaste différence de qualité entre les versions commercialisées et celles réalisées artisanalement. On peut consommer des pies de qualité dans quelques pubs, dans des boutiques traditionnelles de pie and mash, ou encore dans des boulangeries spécialisées.
L'Angleterre est à l'origine du terme mondialement connu « sandwich », bien que le comte éponyme n'ait pas été le premier à ajouter une garniture dans du pain. Des garnitures comme le pickled relish (pickles) et le gentleman's relish (pâte à base d'anchois) sont par contre typiquement anglais.
Les pays européens nordiques ont généralement pour tradition de saler, de fumer, de mariner et de conserver les aliments. Les Britanniques font les harengs, le jambon, le bacon et une large variété de légumes marinés. Les poissons fumés écossais — saumons et Arbroath smokies (type d'églefin fumé) — sont particulièrement appréciés. Le fromage fumé est rare. On ne fume généralement pas d'autre viande que le porc.
Le principe «  trois petits déjeuners par jour » peut être mis en application en mangeant des sandwichs au bacon, souvent désignés sous le nom de bacon sarnies ou bacon butties, à tout moment du jour ou de la nuit.
Les pickles et autres conserves se sont développés sous l'influence de l'Empire britannique. Ainsi, le répertoire inclut le chutney aussi bien que le Branston ou brown pickles, le piccalilli, les oignons marinés et les cornichons. L'influence asiatique est également présente dans les condiments tels que la sauce tomate (à l'origine, le ketjap), la sauce Worcestershire, la sauce Cumberland et la brown sauce (telle que la sauce commercialisée sous la marque HP). La Grande-Bretagne est une nation de buveurs de bière et le vinaigre de malt est communément utilisé. La moutarde anglaise, commercialisée sous la marque anglaise Colman's, est jaune vif et fortement assaisonnée.

## Réputation à l'étranger
La cuisine anglaise souffre, à l’international, d'une réputation relativement misérable, par rapport à celle des cuisines italienne et française.
Le repas traditionnel anglais, avec son insistance sur « une viande et deux légumes » tombe dans la tradition nord-européenne allant du nord de l'Allemagne aux Pays-Bas et en Scandinavie, mais avec une influence française.
Au cours du Moyen Âge et du siècle des Lumières, la cuisine anglaise jouissait d'une certaine réputation, à nuancer cependant. Son déclin remonte à l'abandon de la terre et à l'urbanisation croissante de la population au cours de la révolution industrielle au cours de laquelle la Grande-Bretagne est devenue un importateur net de produits alimentaires. Le rationnement subi au cours des deux guerres mondiales (qui a pris fin en 1954), suivi par la tendance croissante vers la production de masse de produits alimentaires industrialisés, est souvent invoqué pour tenter d’expliciter un phénomène qui paraît pourtant avoir épargné les autres pays d’Europe.

## Établissements de restauration

### Cafés et salons de thé
Les cafés anglais sont de petits établissements peu chers servant principalement des plats frits ou grillés comme des œufs frits, du bacon, des burgers, des saucisses, des champignons et des chips. Ces derniers mets peuvent être accompagnés de haricots blancs, de tomates grillées ou de pain. Ils sont disponibles à la carte tout au long de la journée.
Les salons de thé servent, quant à eux, majoritairement des boissons sans alcool et des plats diététiques.